# Korfball ai Giochi della IX Olimpiade
Il korfball è stato uno sport dimostrativo alle Olimpiadi di Amsterdam 1928. L'unica partita si è disputata allo Stadio Olimpico di Amsterdam il 6 agosto 1928.
Anche alle Olimpiadi di Anversa 1920 il korfball era stato uno sport dimostrativo e anche Parigi 1924 avrebbe potuto ospitare una partita, ma il comitato olimpico olandese lo vietò.
Due squadre olandesi di dodici giocatori si affrontarono il 6 agosto 1928. Una indossava delle maglie rosso-bianche e l'altra rosso-nere. L'arbitro era H. W. Vliegen, LL. B. e gli assistenti guardalinee erano G. Leeuw e W.C. Schaap, C.E.

## I roster

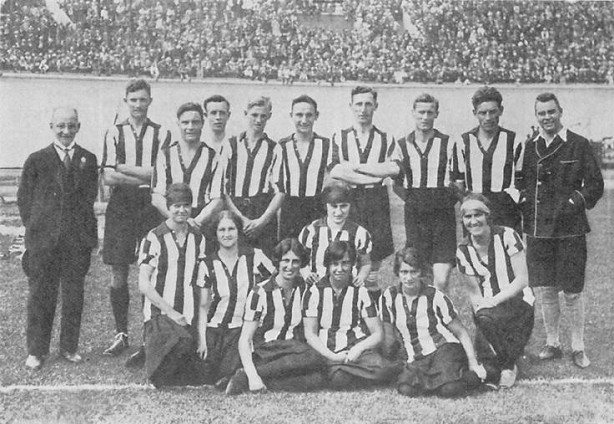
La squadra rosso-bianca.

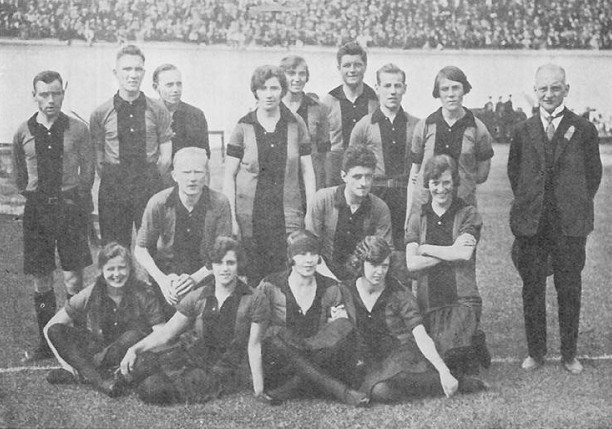
La squadra rosso-nera.

| Posizione      | Rosso-nero            | Rosso-bianco         |
| -------------- | --------------------- | -------------------- |
| Attaccanti     | H. Gerding (capitano) | G. de Mey (capitano) |
| Attaccanti     | H. Venema             | C. Wedemeyer         |
| Attaccanti     | Mw. T. Hendriksen     | Mw. G. Voordenberg   |
| Attaccanti     | Mw. L. Wagenvoort     | Mw. M. 't Hart       |
| Centrocampisti | A. Madsen             | L. Looy              |
| Centrocampisti | K. Gruys              | G. Storm             |
| Centrocampisti | Mw. A. Krelage        | Mw. M. Klamer        |
| Centrocampisti | Mw. J. de Koning      | Mw. M. Trupp         |
| Difensori      | E. Eggink             | B. Dorsman           |
| Difensori      | A. Hendriksen         | J. van der Geest     |
| Difensori      | Mw. M. Klijn          | Mw. A. Vaandrager    |
| Difensori      | Mw. C. Cohen          | Mw. D. Richel        |

## Storia

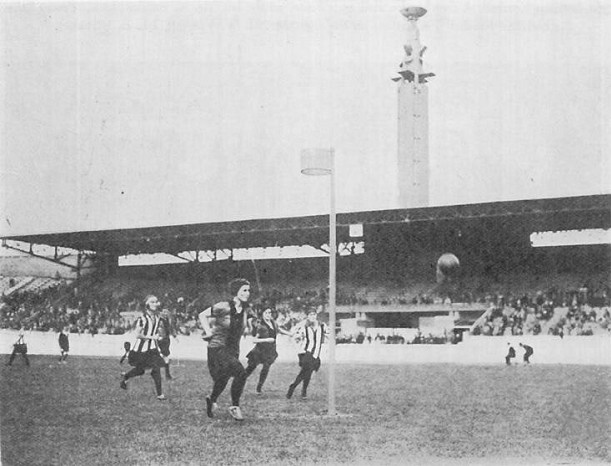
Un'azione di gioco.

Il comitato organizzativo olandese poteva scegliere due sport dimostrativi. Il lacrosse fu uno di questi, mentre per il secondo furono considerate altre discipline come tiro con l'arco, bowling, pallone col bracciale e rugby. Durante la discussione emerse che il defunto barone Van Tuyll, fondatore del Comitato Olimpico Olandese, aveva precedentemente promesso alla federazione di korfball che sarebbe stato dimostrato ad Amsterdam. Dopo delle negoziazioni, anche il pallone col bracciale venne incluso come sport dimostrativo.
Secondo il rapporto ufficiale, il korfball era praticato nei Paesi Bassi, nelle colonie, in Belgio e Germania. Ogni squadra era composta da 12 giocatori (6 uomini e 6 donne), con un campo diviso in tre sezioni, dove in ogni sezione dovevano stare due uomini e due donne.
Le due squadre olandesi furono chiamate "Zwart-Rood" (rossonera, Nord Olanda) e "Wit-Rood" (rossobianca, Sud Olanda) e il risultato della partita rimane sconosciuto.
Molti spettatori trovarono la partita troppo lunga, preferendo assistere alle finali di ciclismo. Gli esperti di korfball giudicarono l'evento poco coinvolgente, a causa della distanza dal campo e dell'atmosfera spenta dello stadio. Secondo un resoconto di D. Woudstra, la dimostrazione fallì anche perché si svolse in un giorno poco favorevole, un lunedì, e avrebbe avuto più successo se fosse stata organizzata la domenica, in concomitanza con la dimostrazione del lacrosse.